# Dogger Bank

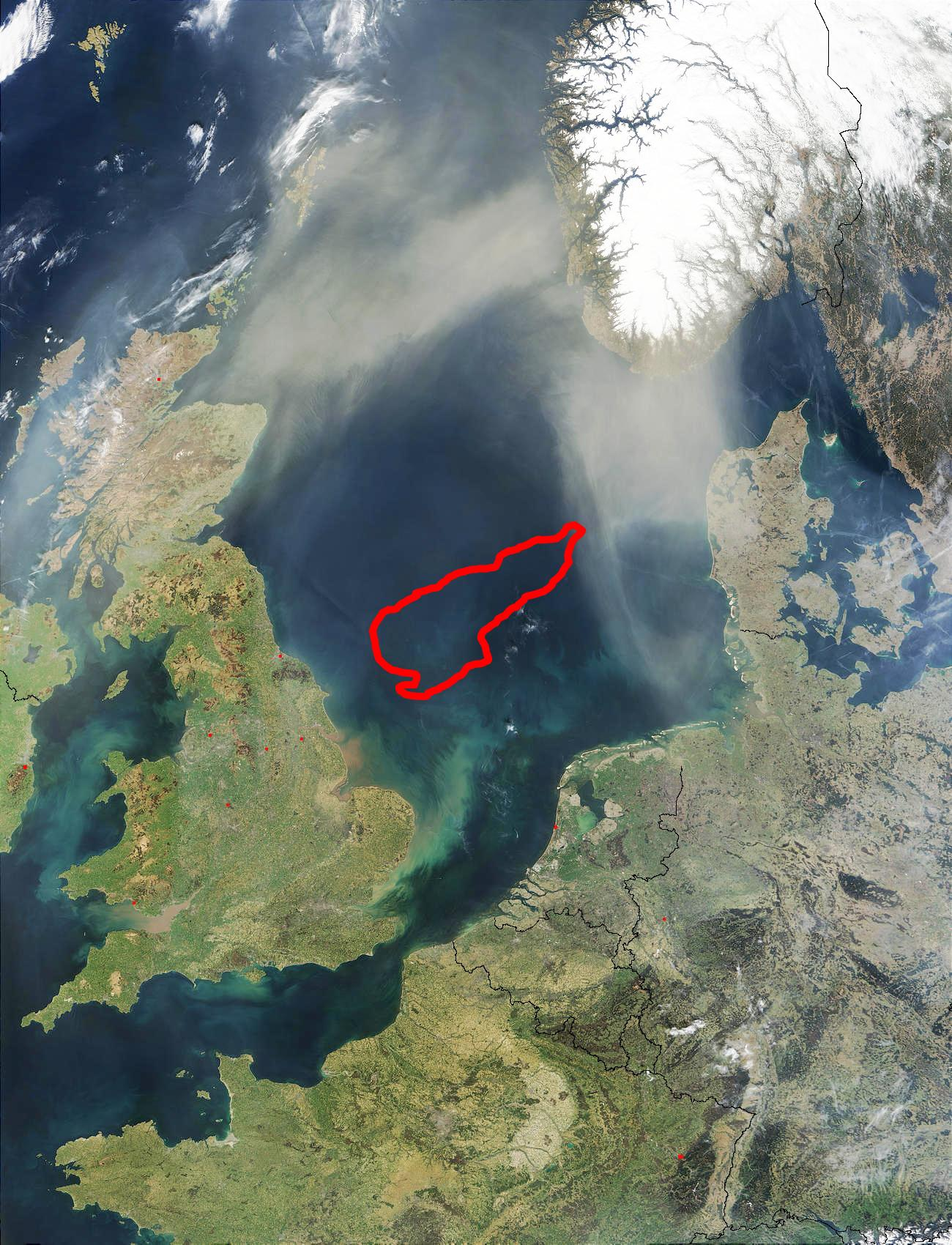
Lokalizacja ławicy Dogger Bank na Morzu Północnym.

Dogger Bank (Ławica Dogger) – rozległa ławica na Morzu Północnym, rozciągająca się od wybrzeży Wielkiej Brytanii po Półwysep Jutlandzki. Jej powierzchnia wynosi ok. 17 600 km², długość około 260 km, szerokość 30-60 km, głębokość od 13 do 37 m.
W okresie ostatniego zlodowacenia ławica Dogger stanowiła część lądu stałego – tzw. Doggerlandu, łączącego Wielką Brytanię z Europą kontynentalną. Na obszarze ławicy znajdowane są szczątki dużych ssaków lądowych (mamutów, nosorożców włochatych) i narzędzia paleolitycznych łowców.
Ławica Dogger była miejscem kilku bitew morskich. W 1696 roku podczas wojny palatynackiej eskadra francuska zaskoczyła na Dogger Bank konwój holenderski, niszcząc eskortę i paląc znaczną część statków handlowych. W 1781 zaciekłą, ale nierozstrzygniętą bitwę stoczyły eskadry brytyjska i holenderska. W 1904 miał miejsce incydent na Dogger Bank. W 1915 roku, podczas I wojny światowej, rozegrała się tu pomiędzy flotą niemiecką i brytyjską zwycięska dla Anglików bitwa na Dogger Bank.
Jest znana z intensywnego połowu ryb, głównie dorszy, śledzi, płastug i innych. Eksploatuje się tu również gaz ziemny.